# Laci
Vladimir Krstić dit Laci, né le 21 février 1959 à Niš en Yougoslavie, est un dessinateur, notamment de bandes dessinées et peintre.
Il dessine notamment les séries Billy Wanderer, Sherlock Holmes, Adam Wild et Ghosted.

## Publications

### En Serbie /Yougoslavie/
- Billy Wanderer (alias Lutalica Bili), scénario de Miodrag Krstić, Dečje novine
  - Billy Wanderer, YU strip magazin, 1984-1985.
  - Lutalica Billi, l'intégrale, Komiko, 2014,  (ISBN 978-86-87919-34-1)

- Blek le Roc (Veliki Blek)
  - U sopstvenoj mreži, scénario de Petar Aladžić, Lunov magnus strip, No 703, Dnevnik, 1986.

- Ninja
  - Protiv jakuza, scénario de Miodrag Krstić, Eks almanah, No 513, Dečje novine, 1988.

### En France
- Le Céleste noir, scénario de Sylvain Cordurié, Delcourt
  1. De l'abîme, la lumière, 2008.

- Sherlock Holmes et les Vampires de Londres, scénario de Sylvain Cordurié, Soleil Productions
  1. L'appel du sang, 2010.
  2. Morts et Vifs, 2010.

- Sherlock Holmes & le Necronomicon, scénario de Sylvain Cordurié, Soleil Productions
  1. L'Ennemi intérieur, 2011.
  2. La Nuit sur le Monde, 2013.

- Sword, scénario de Sylvain Cordurié, Soleil Productions
  1. Vorpalers sticker, 2011.

- Sherlock Holmes & les voyageurs du temps, scénario de Sylvain Cordurié, Soleil Productions 
  1. La trame, 2014.
  2. Fugit Irreparabile Tempus, 2016.

### En Italie
- Adam Wild, scénario de Gianfranco Manfredi, Sergio Bonelli Editore
  1.  I diari segreti di Livingstone, 2014.
  2. L'anello mancante, 2015.
  3.  2016.

### Aux États-Unis d'Amérique
- Ghosted, scénario de Joshua Williamson, Image - Skybound, 2016
  1.  2015.
  2. 2015.
  3. 2015.
  4. 2015.